# Slinky Dog Dash
Slinky Dog Dash is een stalen lanceerachtbaan in het Amerikaanse attractiepark Disney's Hollywood Studios en staat in het teken van de films Toy Story. De achtbaan staat in het themagebied Toy Story Land en werd geopend op 30 juni 2018. De achtbaan is vormgegeven als de speelgoedhond Slinky Dog.

## Opzet
Gasten betreden de attractie via de wachtrij en het stationsgebouw, die zijn vormgegeven als verschillende verpakkingen van Andy's speelgoed. In het station betreden gasten de treinen, die zijn vormgegeven als Slinky Dog.
Nadat de trein het station heeft verlaten, maakt deze een bocht naar rechts, waarna een eerste lancering volgt. Na de lancering gaat de trein door een horseshoe naar links, om vervolgens via een helix doorheen een set met speelgoedblokken naar een tweede horseshoe te rijden. Na deze horseshoe gaat de trein een tweede lancering in, onder een brug door. Na deze lancering volgen wat camelbacks en wat bochten, om vervolgens via de remmen terug het station in te komen. Naast de remsectie staat een animatronic van een You've Got a Friend in Me-zingende Wheezy. Nadat de trein het station binnen is gereden, kunnen gasten de attractie via de uitgang verlaten.

## Afbeeldingen

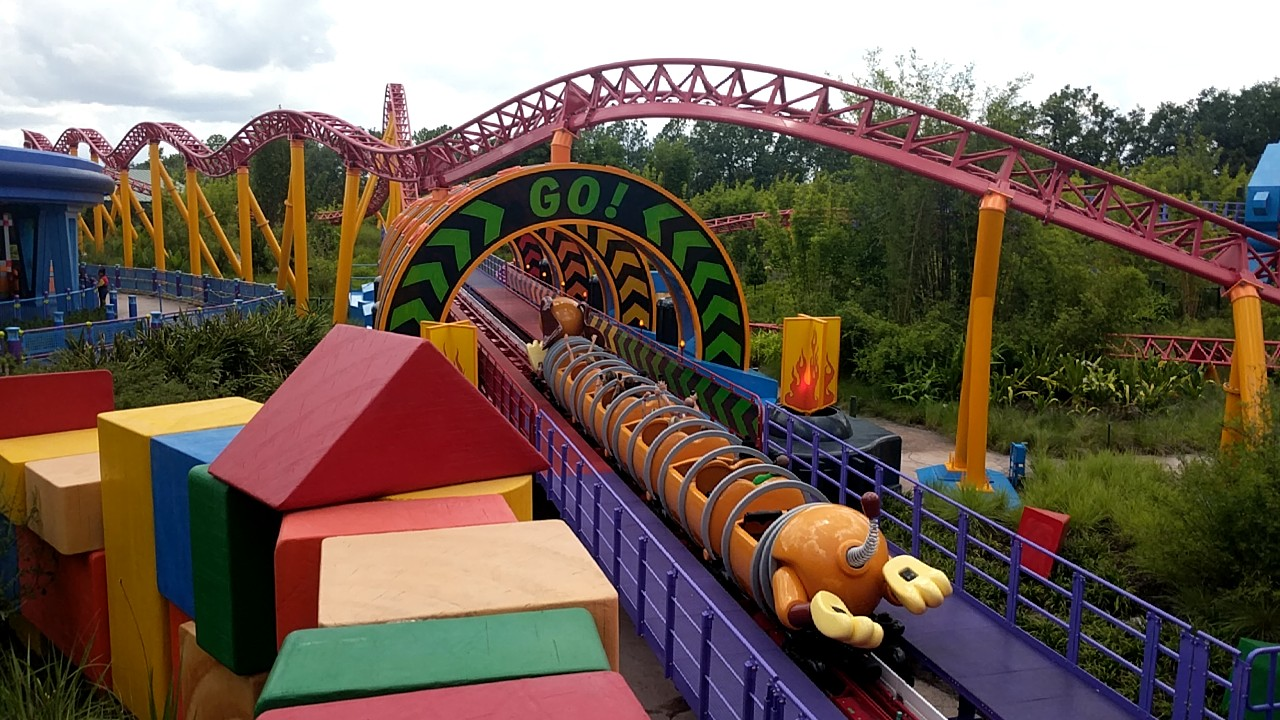
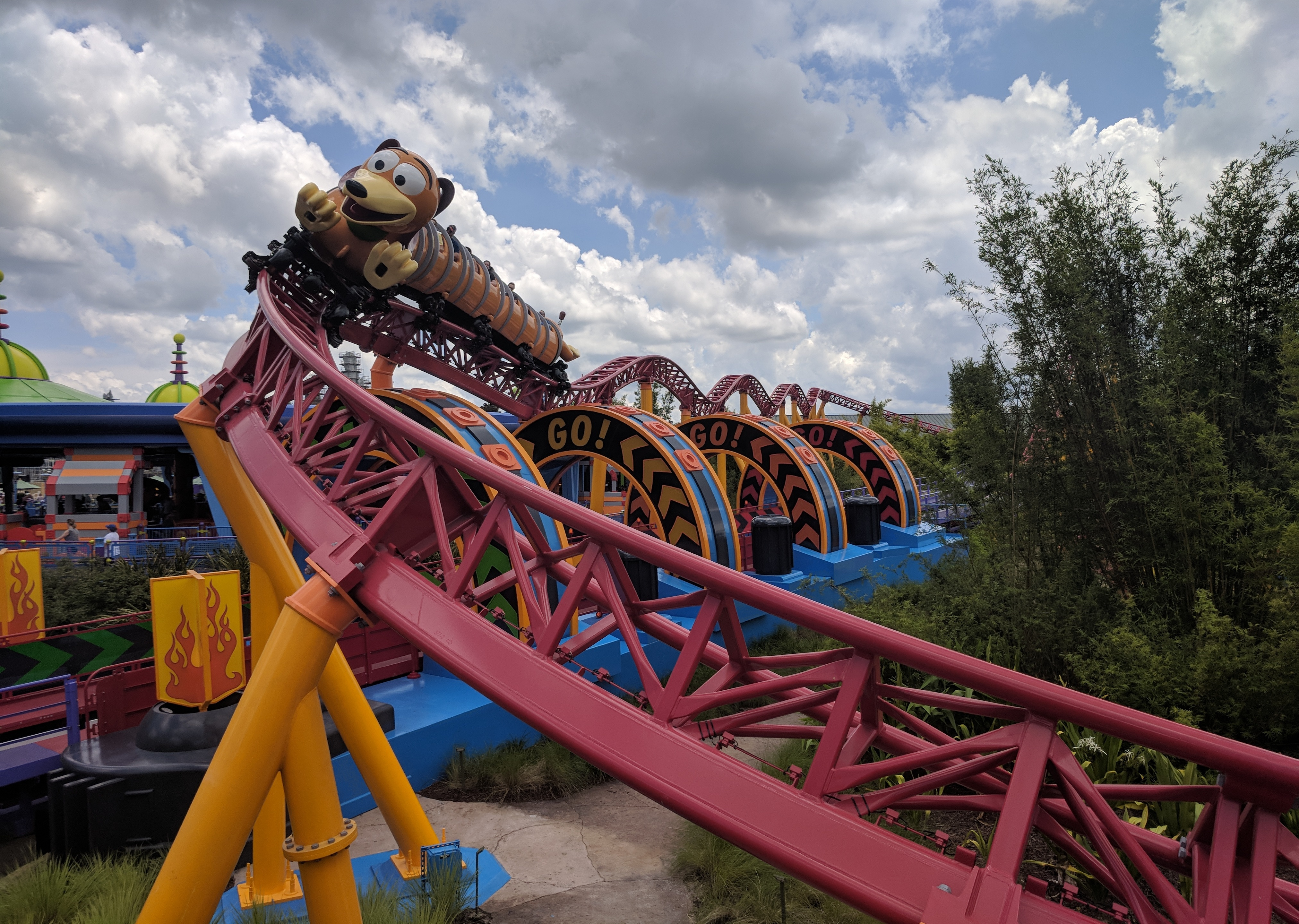
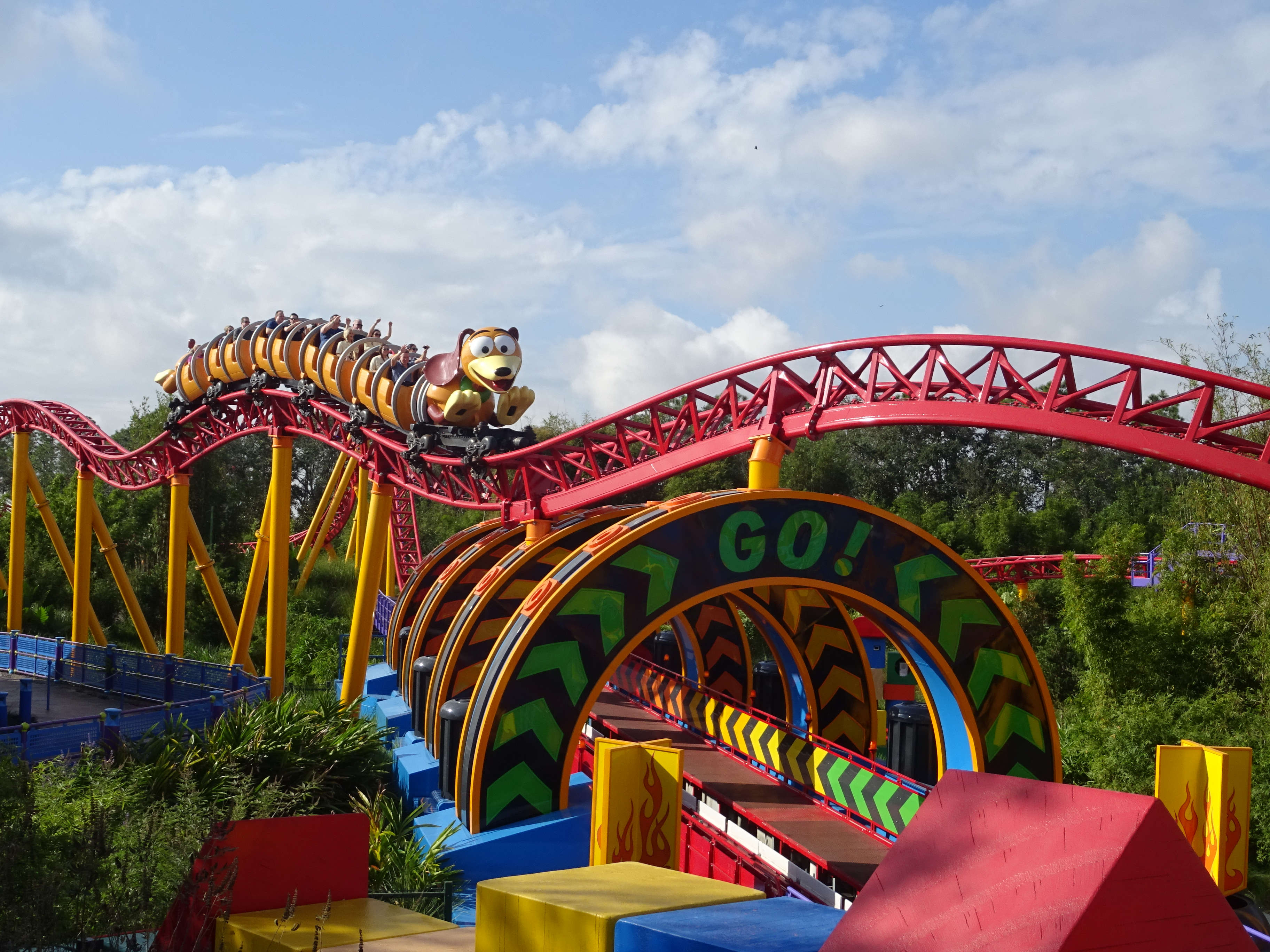
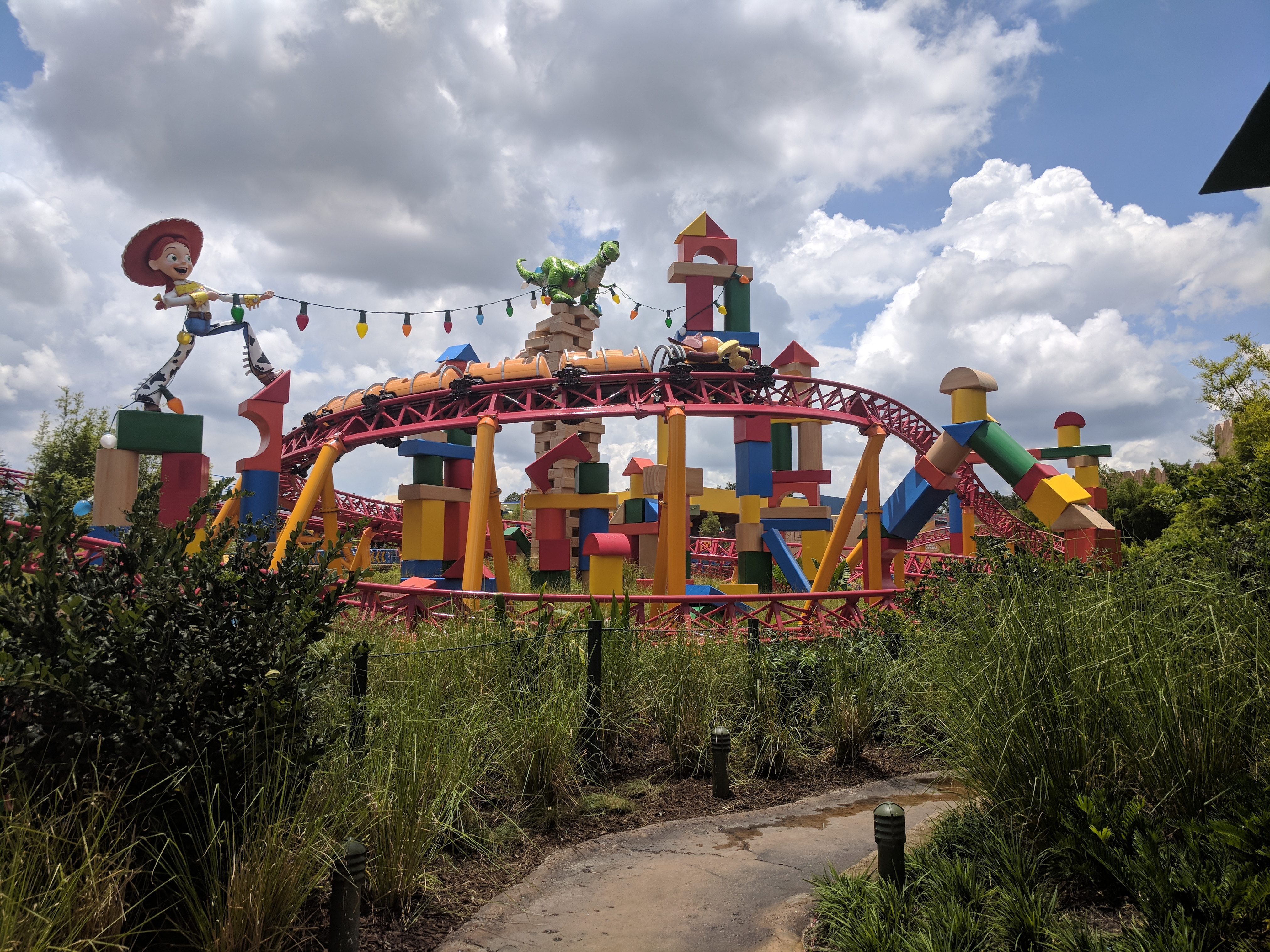
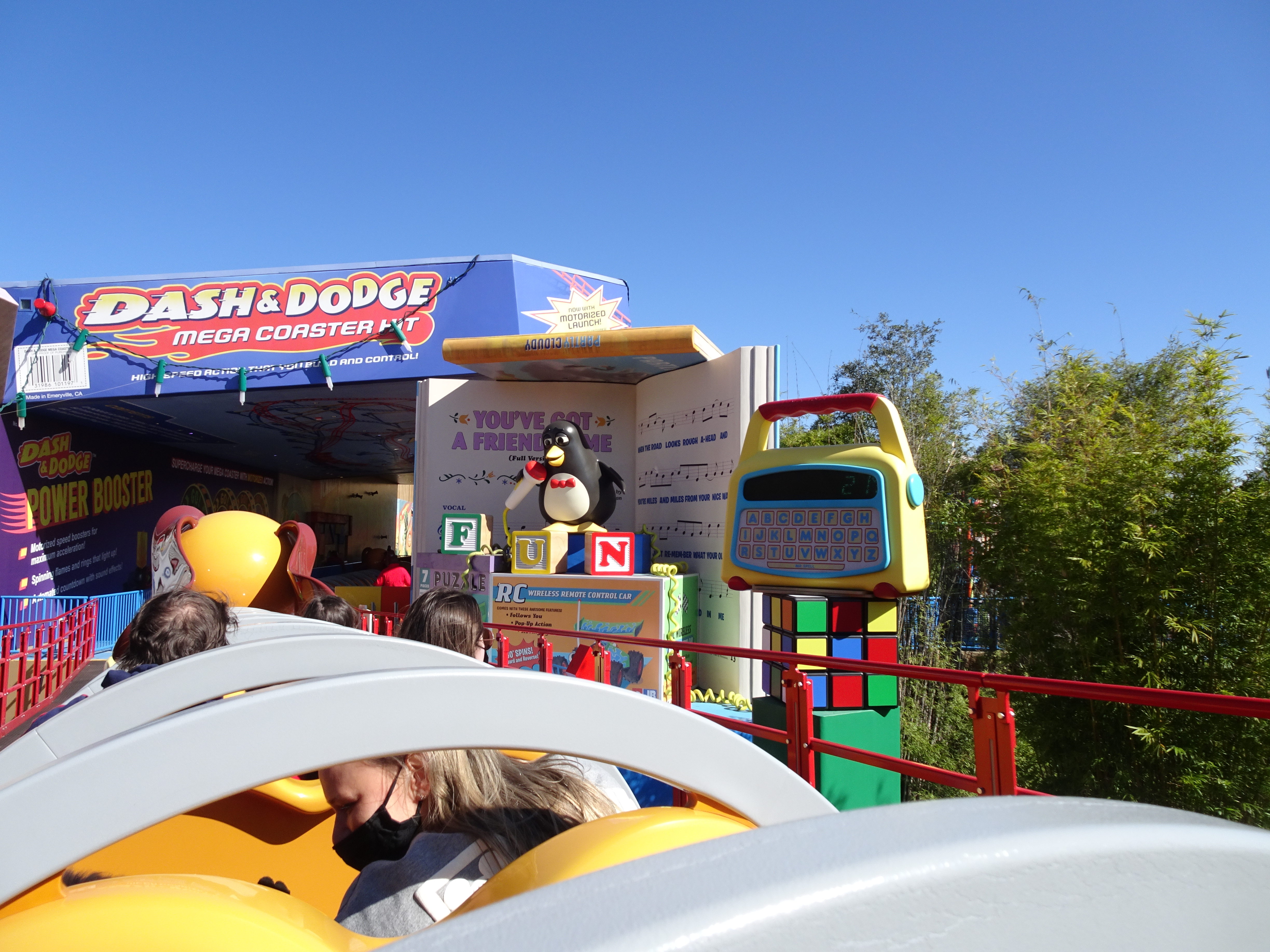

Walt Disney World Resort · Earful Tower · The Sorcerer's Hat · afbeeldingen